# Oculocornia orientalis
Oculocornia orientalis is een spinnensoort in de taxonomische indeling van de hangmatspinnen (Linyphiidae).
Het dier behoort tot het geslacht Oculocornia. De wetenschappelijke naam van de soort werd voor het eerst geldig gepubliceerd in 1985 door Oliger.